# Cathy Priestner
Catherine Ann Priestner, detta Cathy (Windsor, 27 maggio 1956), è un'ex pattinatrice di velocità su ghiaccio canadese.

## Palmarès

### Olimpiadi
- 1 medaglia:
  - 1 argento (Innsbruck 1976 nei 500 metri)

### Mondiali - Sprint
- 1 medaglia:
  - 1 bronzo (Göteborg 1975)